# هيث سلايتر
هيث سلايتر (بالإنجليزية: Heath Slater) wwe.

## مسيرته كمصارع محترف في اتحاد WWE
في ديسمبر 2006 وقع ميلر عقد مع wwe بعد انهاء علاقة الاتحاد مع DSW
وابتكار عرض FCW في تامبا فلوريدا وقام بإدارة العرض المصارع السابق ستيف كيرن والتحق ميلر بالاتحاد المقام في بلده.. وفي يونيو 2007 أصبح ميلر مدير أعمال
المصارع " Shawn mcgrath " تحت اسم "Heath Wallace Miller Esq ..
أيضاً اقام هيث برنامج حواري في FCW يسمى Happy hour وكان أول ضيف في برنامجه هو المصارع Billy Kidman وكانت نهايات مسيرة بيلي كيدمان.. لكن نشأت عداوه بينه وبين هيث بعد البرنامج وتواجهوا عدة مرات.....
في يناير 2008 بدأ هيث يحافظ على حزام FCW Southern Heavyweight Championship ضد تيد ديبياسي JR الذي كان مصاباً وأيضاً بعد عودته لعبا مجدداً وكان هيث هو البطل.. . بعدها شكل ميلر فريق مع ستيف ليوينجتون وتحدوا جون موريسون وذا ميز على احزمة wwe team champion في FCW ولكنهم خسروا
.. تابع ميلر وستيف دوري حزام FCW teams ووصلوا إلى النهائيات بعد ان هزموا
كلاً من Brandon Groom و Greg Jackson وأيضاً فريق The Thoroughbreds المتكون من جوني كرتس وكيفن كايلي.. ولكنهم خسروا المباراة على الألقاب ضد
ايدي كولون (بريمو) وايريك بيريز (ايسكوبار).. في 11 سبتمبر شكل ميلر فريق مع جو هينيغ (مايكل ميغيلوكوتي) وفازوا بألقاب FCW TEAM CHAMPIONS وغير اسمه إلى سبيستيان سليتر.. وخسروها في 30 أكتوبر 2008 على يد The New hart Foundation وهم الهارت داينستي حالياً. وتعرض لإصابه وعاد ليهزم بطل fCW جستن انجل ويكون هو بطل FCW الجديد.. وحافظ على حزامه ضد تايلر ريكس
ولكنه خسر الحزام من جستن انجل مجدداً في مباراة من نوع أفضل 2 من 3
في 24 سبتمبر 2009 .. في 5 أكتوبر 2009 لعب سليتر مباراة Dark في عرض راو
ضد جايمي نوبل ولكنه خسرها....

## مسيرته في NXT
في 16 فبراير 2010 صنف سليتر من مصارعين FCW ليكون من المشاركين ال8
في العرض الجديد WWE NXT وكان مدربه هو «كرستيان» وكانت أول مباراه له مع كريستيان ضد كارليتو ومايكل تارفر وفاز سليتر وكرستيان.. وبعد اسبوعين هزم كارليتو واصبح أول مبتدئ يهزم محترف في عرض NXT .. في 30 مارس احتل هيث سليتر المركز الرابع في أول تصويت من المحترفين..في أبريل 6 ربح سليتر أول تحدي في NXT وهو حمل اسطوانة الغاز.. وكانت الجائزة ان يظهر في الحدث الرئيسي من العرض ليواجه «كين» ولكنه خسر.. مع كل هذا بقى سليتر في المركز الرابع في التصويت الثاني.. وتم اقصائه من عرض NXT في 25 مايو 2010

## مسيرته في RAW والدور المكروه مع NEXUS
في 7 يونيو 2010 ظهر سليتر مع زملائه في NXT الموسم الأول في الحدث الرئيسي في RAW بين جون سينا و CM punk وهاجموهم كلاهما ودمروا كل شيء في الحلبة، في 14 يونيو عادوا ليهاجموا المدير العام لراو «بريت هارت» بعد رفضه لإعطائهم عقود رسميه.. وفي راو التي تلتها أعلن مدير الاتحاد «فنس مكمان» عن طرد بريت هارت كمدير عام وسجل شخص مجهول عوضاً عنه وذلك المدير اعطى
كل أعضاء نكسز عقود رسميه.. وهاجموا فنس مكمان أيضاً..!! وفي الاسبوع التالي
اطلقوا على انفسهم اسم The NEXUS .... وفي 12 يوليو 2010 لعبوا أول مباراه رسميه لهم بدون دارين يونغ وهي 6 × 1 هانديكاب ضد جون سينا. وهزموه...

## حركات الإنهاء
- Jumping neckbreaker
- Sweetness استخدمها في 2008
- الحركات الخاصة:

- Flapjack
- Spining spinebuster
- الألقاب \ The thriller , Handsome , The one man Rock Band
- اغاني الدخول:

- Wild and Young By American bang في NXT
- We are one by 12 stones كجزء من NEXUS

## روابط خارجية
- هيث سلايتر على موقع IMDb (الإنجليزية)
- هيث سلايتر على موقع قاعدة بيانات الفيلم (الإنجليزية)
- هيث سلايتر على موقع دبليو دبليو إي (الإنجليزية)
- هيث سلايتر على موقع WrestlingData.com (الإنجليزية)
- هيث سلايتر على موقع CageMatch worker (الإنجليزية)
- هيث سلايتر على موقع قاعدة بيانات المصارعة على الإنترنت (الإنجليزية)
- هيث سلايتر على موقع عالم المصارعة على الإنترنت (الإنجليزية)
- هيث سلايتر على موقع عالم المصارعة على الإنترنت (الإنجليزية)